# Alexander William Williamson

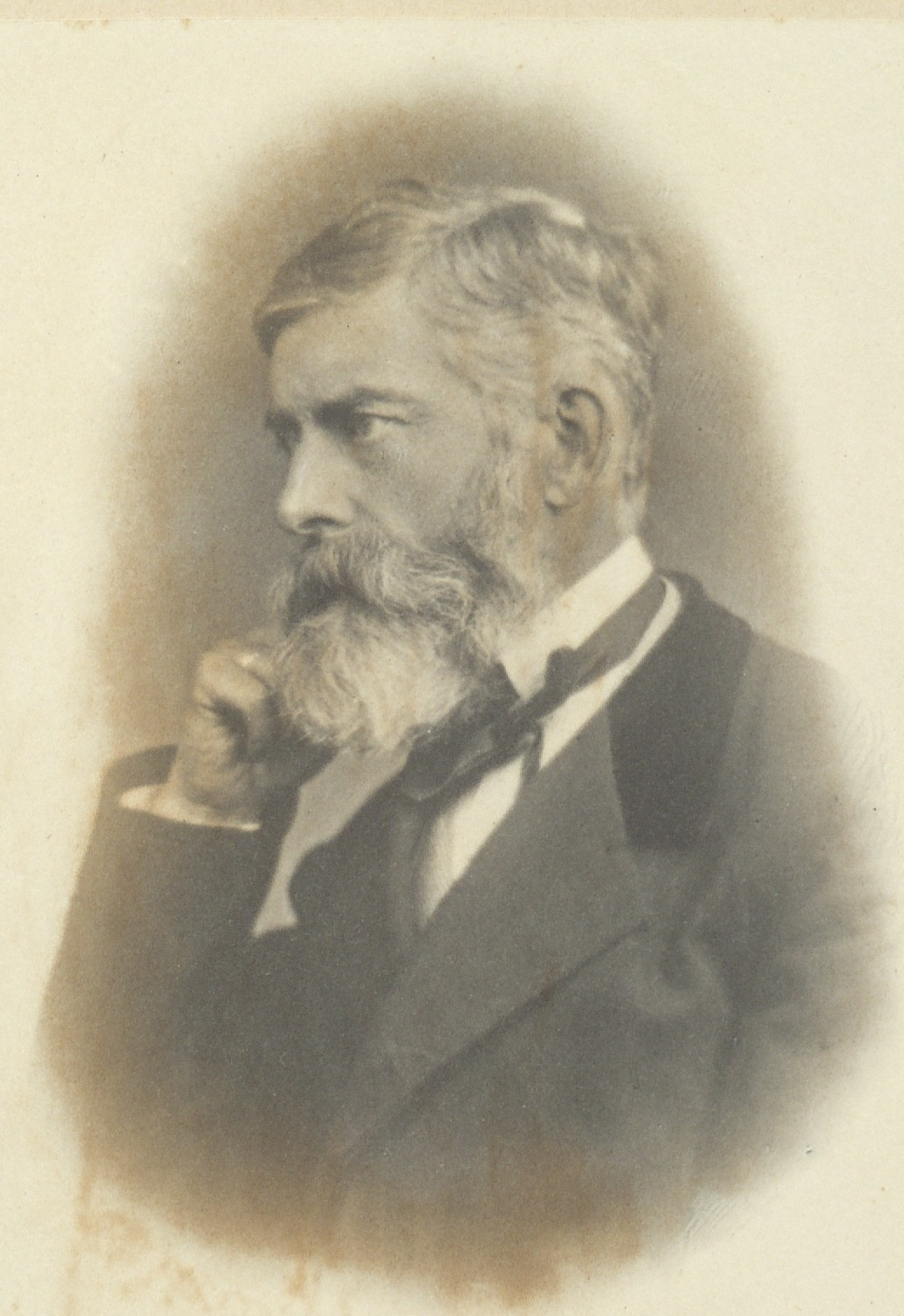
Alexander William Williamson

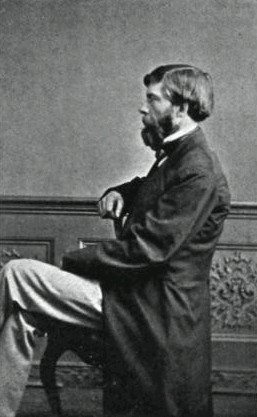
Alexander William Williamson, Aufnahme von 1854.

Alexander William Williamson (* 1. Mai 1824 in Wandsworth; † 6. Mai 1904 in Haslemere) war ein britischer Chemiker des 19. Jahrhunderts, der vor allem durch die nach ihm benannte Ethersynthese bekannt wurde.

## Leben und Wirken
Williamson wurde am 1. Mai 1824 in Wandsworth, einem Stadtteil Londons, als zweites von drei Kindern geboren. Nach Schulbesuchen in London, Dijon und Wiesbaden begann er 1841 ein Medizinstudium in Heidelberg. Leopold Gmelin weckte dort sein Interesse an der Chemie. 1844–1846 lernte Williamson im Labor von Justus von Liebig in Gießen und wurde dort promoviert.
Anschließend studierte er in Paris von 1846 bis 1849 Mathematik; nebenbei baute er ein privates Labor auf und entwickelte dort die ersten Schritte der Ethersynthese. 1849 nahm Williamson die Professur für Angewandte Chemie am University College London an, ab 1855 auch für Allgemeine Chemie. 1850–1851 entstanden Veröffentlichungen über die Struktur von Alkoholen und Ethern, worin er die Ähnlichkeit dieser Stoffklassen mit Wasser aufzeigt.
Nach Untersuchungen der Ethersynthese aus Ethyliodid und Natriumethylat sowie aus Ethanol unter Schwefelsäure-Zusatz erschienen mehrere Veröffentlichungen zu diesem Thema, worin Williamson seinen berühmten Zeitgenossen Liebig, Alexander Mitscherlich und Jöns Jakob Berzelius widerspricht und letztlich Recht behält. Der Brite entdeckte auch als einer der ersten, dass viele organische Reaktionen je nach gewählten Bedingungen reversibel verlaufen.
Ab 1869 studierte er die damals noch recht junge Atomtheorie und sah darin eine hervorragende Erklärung der von ihm entdeckten Zusammenhänge. 1887 zog sich Williamson von der aktiven Lehrtätigkeit und Forschung zurück.
1855 wurde er Mitglied (Fellow) der Royal Society. 1862 erhielt er die Royal Medal. 1873 wurde er korrespondierendes Mitglied der Académie des sciences. Ab 1874 war er auswärtiges Mitglied der Göttinger Akademie der Wissenschaften, ab 1875 korrespondierendes Mitglied der Preußischen Akademie der Wissenschaften und ab 1891 der Russischen Akademie der Wissenschaften in Sankt Petersburg. 1883 wurde er Ehrenmitglied (Honorary Fellow) der Royal Society of Edinburgh.